# 러시아 우주군
러시아 우주군(러시아어: Космические войска России (КВР))은 러시아 연방군의 독립된 군사 조직 중 하나로 항공과 미사일 방어에 책임을 가지며, 러시아 바이코누르 우주 기지와 플레세츠크 우주 기지를 운영하는 임무를 담당한다.

## 역사
2011년 12월 1일, 러시아 우주군은 공군과 통합되어  항공우주 방위군이 되었다. 기존 여러개로 관리된 관련산업들을 하나의 중심성으로 융합하여 관리하고 있다.
2015년 8월 1일, 항공우주군의 하위군종으로서 재창설되었다.

## 같이 보기
- 미국 우주사령부
- 미국 우주군
- 공군우주사령부
- 중국 인민해방군 전략지원부대